# Eberhard Blum
Eberhard Blum (* 28. Juli 1919 in Kiel; † 9. Juli 2003 in Stuttgart) war ein deutscher Offizier, Verwaltungsbeamter und in der Zeit von 27. Dezember 1982 bis zum 31. Juli 1985 Präsident des Bundesnachrichtendienstes.

## Biografie
Blum war Sohn des Marineoffiziers der Kaiserlichen Marine, Eberhard-Ulrich Blum (1882–1937), der 1919 wegen der Reduzierung der Flotte seinen Abschied nehmen musste. Durch den Umzug der Familie in die Niederlande besuchte Eberhard Blum dort die Schule. Das Abitur legte er 1937 an der deutschen Schule in Den Haag ab.
Blum diente im Zweiten Weltkrieg als Offizier der Kavallerie in der Wehrmacht an verschiedenen Fronten, zuletzt im Dienstgrad eines Rittmeisters und als Abteilungskommandeur.
Nach Kriegsende begann Blum zunächst ein Studium der Rechtswissenschaft in Hamburg, das er aber 1947 abbrach, als er in die Organisation Gehlen (Tarnchiffre 88 a) eintrat. Dort und später im BND führte er den Decknamen Eberhard Hartwig. Von 1948 bis 1950 war er als Abteilungsleiter in der Auswertung tätig und von 1950 bis 1953 Referent im Auslandsverbindungsdienst. Am 1. April 1956 wurde aus der Organisation Gehlen der Bundesnachrichtendienst, in den Blum übernommen wurde. Von Juni 1953 bis 1961 war Blum persönlicher Referent von Reinhard Gehlen, Leiter der Organisation Gehlen und ab 1956 erster Präsident des Bundesnachrichtendienstes. Von 1961 bis 1964 leitete Blum die Unterabteilung Personal des BND, um dann von 1964 bis 1968 als Resident des Dienstes in London tätig zu sein. Von 1968 bis 1970 war er als Leiter der Abteilung IV (Verwaltung) in der damaligen Zentrale des BND in Pullach im Isartal eingesetzt. 1970 wurde er als Resident nach Washington, D.C. versetzt. Diesen Dienstposten behielt er bis zu seiner Ernennung zum Präsidenten des Bundesnachrichtendienstes am 27. Dezember 1982.
Blum war mit Gabriele von Gusmann verheiratet. Aus der Ehe gingen drei Kinder hervor. Ein Sohn ist der Volkswirt Ulrich Blum. Eberhard Blum starb knapp drei Wochen vor seinem 84. Geburtstag am 9. Juli 2003 in Stuttgart.